# Simulium antibrachium
Simulium antibrachium es una especie de insecto del género Simulium, familia Simuliidae, orden Diptera.
Fue descrita científicamente por Fain & Dujardin, 1983.